# Teofilakt (Kurjanow)
Teofilakt, imię świeckie Dienis Anatoljewicz Kurjanow (ur. 27 sierpnia 1974 w Groznym) – biskup Rosyjskiego Kościoła Prawosławnego. 

## Życiorys
W 1992 z rekomendacji proboszcza parafii św. Michała Archanioła w Groznym rozpoczął naukę w seminarium duchownym w Stawropolu. Dwa lata później, 5 kwietnia, złożył wieczyste śluby mnisze przed metropolitą stawropolskim i władykaukaskim Gedeonem. 23 kwietnia 1994 przyjął święcenia diakońskie, zaś 5 czerwca tego samego roku kapłańskie. Seminarium ukończył w 1996, został wówczas skierowany do parafii we wsi Ryzdwianyj w rejonie Stawropola. W 1998 mianowany proboszczem parafii św. Aleksandra Newskiego w Błagodarnym i dziekanem dekanatu błagodarneńskiego. Trzy lata później otrzymał godność igumena i przeniesiony na stanowisko dziekana dekanatu izobilnieńskiego, które łączył z funkcją proboszcza parafii św. Mikołaja w Izobilnym. Od 2002 wykładał liturgikę w seminarium duchownym, którego jest absolwentem.
Ukończył studia na kierunku psychologia w Instytucie Przyjaźni Narodów Kaukazu w Stawropolu w 2004. W 2007 uzyskał ponadto dyplom kandydata teologii Moskiewskiej Akademii Duchownej. Rok wcześniej, 24 września 2006, w soborze Chrystusa Zbawiciela w Moskwie, patriarcha Aleksy II dokonał jego chirotonii na biskupa magnitogorskiego, wikariusza eparchii czelabińskiej. 11 sierpnia 2008 mianowany locum tenens eparchii kurgańskiej. Już 6 października tego samego roku przeniesiony do eparchii moskiewskiej jako jej wikariusz z tytułem biskupa bronnickiego. Równocześnie sprawował nadzór nad parafiami Rosyjskiego Kościoła Prawosławnego w Turkmenistanie.
31 marca 2009 został biskupem ordynariuszem eparchii smoleńskiej i wiaziemskiej. W 2011 Święty Synod Rosyjskiego Kościoła Prawosławnego przeniósł go na katedrę piatigorską i czerkieską. W 2014 otrzymał godność arcybiskupa.